# Botota Fox
Stephanie «Botota» Fox, nombre artístico de José Miguel Navarrete Navarrete (Viña del Mar, 27 de septiembre de 1982), es un comediante y artista transformista chileno.

## Biografía
Nacido en el Hospital Dr. Gustavo Fricke de Viña del Mar, José Miguel Navarrete inició su trayectoria artística en 2004 como transformista en la ciudad de Los Andes.
Su salto mediático fue en la discoteca chilena Fausto, donde fue parte de las participantes del docu-reality Amigas y Rivales, el backstage del concurso anual de transformismo de la discoteca. Posteriormente realizó en la misma discoteca su propio programa de concursos, titulado El juego ‘e la Botota.
En 2015 fue participante en la primera temporada del talent show The Switch Drag Race, transmitido por Mega, donde obtuvo el segundo lugar. Al año siguiente fue elegida reina en la Cumbre Guachaca.
Fue participante del reality de Canal 13, Tierra brava, y también fue participante en el reality ¿Ganar o servir?, del mismo canal.

## Filmografía

### Cine
| Año  | Título                  | Papel   | Ref.  |
| ---- | ----------------------- | ------- | ----- |
| 2022 | Una Película de Zombies | Bárbara | [ 8 ] |

### Televisión
| Año       | Programa             | Notas                 |
| --------- | -------------------- | --------------------- |
| 2015      | The Switch Drag Race | 2do. Lugar            |
| 2016      | SQP                  | Opinóloga             |
| 2016-2017 | Minas al poder       | Comediante            |
| 2020      | MasterChef Celebrity | 10.° eliminado        |
| 2023–2024 | Tierra brava         | 4.º / 20.º eliminado  |
| 2024      | ¿Ganar o servir?     | 14.º / 17.º eliminado |
| 2025      | La Divina Comida     |                       |